# Bernhard Melzer
Bernhard Melzer (auch: Bernhardin Melzer; latinisiert: Bernardus Melzerus; * in Sagan; † 29. Juni 1512 in Görlitz) war Oberlausitzer Geschichtsschreiber bzw. Stadtschreiber und oftmaliger Görlitzer Bürgermeister.

## Leben
Melzer erwarb in der zweiten Hälfte der 1470er-Jahre in Leipzig das Bakkalaureat. 1488 wurde er Unterstadtschreiber und Görlitzer Bürger. 1491 wählte man ihn in den Rat und in den Jahren 1495, 1499, 1503, 1506, 1508 zum Bürgermeister. 1495 bis 1511 war er zudem Prokurator des Franziskanerklosters.
Seine Aufzeichnungen und Abschriften von Urkunden bzw. Aktenmaterial für den Zeitraum 1480 bis 1497 zählt zu den bedeutendsten der Oberlausitz.
Melzer war verheiratet mit Walpurga (geb. Eschenlauer). Die aus dieser Ehe entstammten Söhne Franz, Urban, Alexius und Martin wurden im Jahr 1534 unter dem Namen Melzer genannt Eschlauer geadelt.

## Werke
- Zwei Bände Görlitzer Ratsannalen aus den Jahren 1487 bis 1496. Joachim Leopold Haupt (Hrsg.), Görlitz 1839 und 1841. (Band 1; Band 2)